# 宮原晃一郎
宮原 晃一郎（みやはら こういちろう、1882年9月2日 - 1945年6月10日）は、日本の児童文学者、英文学者、北欧文学者、翻訳家。本名の宮原 知久（みやはら ともひさ）名義での編書もある。

## 来歴
鹿児島県鹿児島市加治屋町に生まれ、10歳より北海道札幌市に育つ。成績優秀のため高等小学校を飛び級で卒業、鉄道運輸の事務職に就く。
20歳でキリスト教の洗礼を受け、牧師から英語を学ぶ。小樽新聞記者のかたわら外国文学を読み漁り、英語を基礎に独学でドイツ語、フランス語、ロシア語、イタリア語、ノルウェー語、スウェーデン語、デンマーク語を身につけ、翻訳家となる。ノルウェーのノーベル文学賞作家、クヌート・ハムスンを初めて原語から邦訳し、シグリ・ウンセットやヨハン・アウグスト・ストリンドベリの翻訳も行った。1910年頃から、有島武郎と交流を持った。
上京後、1924年『世界文学』に参加する。児童文学の創作も行い、童話雑誌『赤い鳥』に54篇の作品を残した。1930年代には、雑誌『作品』に北欧文学、ソビエト文学を紹介する記事を書いた。
疎開中の1945年に死去し、蔵書は北海道大学附属図書館に寄贈された。
文部省唱歌『われは海の子』の作詞者と目されている（詳細はわれは海の子#作詞者にて）。

## 著書
- 『龍宮の犬』（赤い鳥社、赤い鳥の本） 1923
- 『悪魔の尾』（講談社） 1927
- 『新しい童話 5年生』（金の星社） 1935.8
- 『スエズ運河乗切り』（童話春秋社） 1941
- 『感想と表現 評論随筆』（有光社） 1943
- 『北欧の散策』（生活社） 1943

### 編書
- 『海洋の研究』（宮原知久名義、春秋社、新學藝講座 第4編） 1922

## 翻訳
- 『野性より愛へ』（ジヤツク・ロンドン、叢文閣） 1920
- 『織匠』（ゲルハルト・ハウプトマン、叢文閣、労働文芸叢書） 1920
- 『信仰と未来』（マツジニイ、杜翁全集刊行会、杜翁紀念文庫） 1921
- 『アンドレエフ選集』（佐藤出版部、露西亜現代作家叢書4） 1921
- 『飢ゑ』（クヌウト・ハムスン、新潮社、泰西最新文芸叢書） 1921、のち角川文庫
- 『黎明期の思想家』（ブランデス、杜翁全集刊行会、杜翁紀念文庫） 1922
- 『新エロイズ』（ルツソオ、光文社、ルツソオ全集1） 1922
- 『即興詩人』（アンデルセン、金星堂、全訳名著叢書） 1923
- 『オウガスチン懺悔録』（アウグスティヌス、文明書院、冥想懺悔叢書） 1923
- 『サロメ』（ワイルド、内藤濯共訳、白水社） 1923
- 『アンデルセン童話』（春秋社、春秋社童話文庫） 1924
- 『愛の物語』（ハムスン、新潮社、海外文学新選） 1924
- 『運命の舟』（タゴール、第一出版協会） 1925
- 『憂愁の哲理』（キエルケゴール、春秋社、世界大思想全集36） 1930、のち春秋社思想選書  1946
- 『南欧北欧短篇集』（有島生馬共訳編、河出書房、世界短篇傑作全集） 1936
- 『北欧近代短篇集』（白水社） 1939
- 『土の恵み』（クヌウト・ハムスン、三笠書房） 1939 - 1940
- 『黒矢物語』（ロバート・スチヴンスン、童話春秋社） 1940
- 『ふたりの母 / 瀬戸人形』（ジグリット・ウンセット、今日の問題社、ノーベル賞文学叢書1） 1940
- 『日向丘の少女 / アルネ / 漁師の網 / 薄幸詩人の死 / 何年ぶりかの哄笑』（ビヨルンソン他、西田正一共訳、今日の問題社、ノーベル賞文学叢書6） 1940
- 『ネバタ號の小船長』（アクセルソン、主婦之友社、世界名作家庭文庫） 1941.1
- 『白夜の牧歌』（クヌート・ハムスン、今日の問題社、ノーベル賞文学叢書12） 1942
- 『日向丘の少女』（ビヨルンソン、鎌倉文庫、青春の書） 1946
- 『収獲』上巻（クヌウト・ハムスン、萬里閣、ノーベル文学賞選集 第1期） 1946
- 『愛の学校 クオレ』（アミーチス、新潮文庫） 1955

### レフ・トルストイ
- 『莫科の知人と陣中の邂逅』（トルストイ、春秋社、トルストイ全集2） 1920
- 『闇の力 独和対訳』（トルストイ、佐久間政一共訳、南山堂書店） 1928
- 『生ける屍』（トルストイ、春陽堂書店、世界名作文庫） 1936

### イワン・ツルゲーネフ
- 『講演論文及び書翰』（ツウルゲニエフ、杜翁全集刊行会、杜翁紀念文庫） 1920
- 『文学的回想 文学及び生活の回想に関する諸論文』（ツルゲーニエフ、聚芳閣、海外芸術評論叢書） 1926
- 『ハムレットとドン・キホーテ』（ツルゲネーフ、春陽堂、世界名作文庫） 1935

### ヴィクトル・ユーゴー
- 『海の労働者 / 九十三年』（ユーゴー、ユーゴー全集刊行会、ユーゴー全集6） 1920
- 『レ・ミゼラブル』第1 - 5部（ユーゴー、冬夏社） 1921
- 『笑ふ人』（ユーゴー、冬夏社） 1922

### ヨハン・アウグスト・ストリンドベリ
- 『死の舞踏 / 父 / 債権者 / パーリヤ / 復活節』（ストリンドベルィ、世界文豪代表作全集刊行会、世界文豪代表作全集16） 1926
- 『歴史の縮図』（ストリンドベルグ、春陽堂、世界名作文庫） 1934
- 『青書』（ストリンドベーリ、日月書院） 1943

### アグネス・ザッパー
- 『愛の一家』（アーグネス・サッベル、平凡社、世界家庭文学全集） 1930
- 『愛の一家 続』（サッペル、中央公論社） 1940
- 『一年生物語』（サツペル、中央公論社） 1941
- 『リーゼちゃん サッペル短篇集』（童話春秋社） 1942、のち改題『リーゼちゃん サッペル短篇童話』 1954

### ヨハン・ボーエル
- 『嘘の力 / 人生 / 世界の顔』（ヨハン・ボーエル、新潮社、世界文学全集） 1931
- 『移民』（ヨハン・ボーエル、西外次郎共訳、四元社） 1939
- 『開拓者』（ヨハン・ボーエル、西外次郎共訳、三和書房） 1940
- 『大飢餓』（ヨハン・ボーエル、中央公論社、現代世界文學叢書） 1940

### ジュール・ヴェルヌ
- 『父を尋ねて』（ジュウル・ヴェルヌ、童話春秋社） 1943
- 『ダンカン号の冒険』（ジュール・ベルヌ、同和春秋社、世界少年少女名作選集） 1955
- 『船長のゆくえ』（ジュール・ヴェルヌ、平凡社、冒険小説北極星文庫） 1956 - 1957

## 参考
- 歴史が眠る多磨霊園 宮原晃一郎
- 『文藝年鑑1940』